# Idiomerus
Idiomerus is een geslacht van kevers uit de familie  
kniptorren (Elateridae).
Het geslacht is voor het eerst wetenschappelijk beschreven in 1980 door Dolin.

## Soorten
Het geslacht omvat de volgende soorten:
- Idiomerus brevicornis Dolin in Dolin, Panfilov, Ponomarenko & Pritykina, 1980
- Idiomerus brevis Dolin in Dolin, Panfilov, Ponomarenko & Pritykina, 1980
- Idiomerus inflatus Dolin in Dolin, Panfilov, Ponomarenko & Pritykina, 1980
- Idiomerus intermedius Dolin in Dolin, Panfilov, Ponomarenko & Pritykina, 1980
- Idiomerus latissimus Dolin in Dolin, Panfilov, Ponomarenko & Pritykina, 1980
- Idiomerus longicornis Dolin in Dolin, Panfilov, Ponomarenko & Pritykina, 1980
- Idiomerus musculus Dolin in Dolin, Panfilov, Ponomarenko & Pritykina, 1980